# 姆盧梅
姆盧梅是非洲南部國家斯威士蘭的城鎮，由盧邦博負責管轄，位於該國北部，海拔高度283米，附近大量種植甘蔗，鎮上有製糖廠，2006年人口7,761。